# Distenia annulicornis
Distenia annulicornis là một loài bọ cánh cứng trong họ Cerambycidae.